# Bilel Hadhri
Bilel Hadhri (ur. 13 marca 1992) – algierski zapaśnik walczący w stylu wolnym. Mistrz arabski w 2015 roku.